# Hipersplenizm

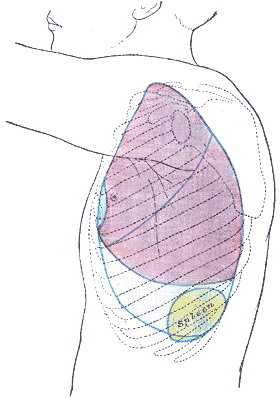
Położenie śledziony w ciele człowieka

Hipersplenizm, czyli zespół dużej śledziony – pojęcie kliniczne określające sytuację, gdy powiększeniu śledziony towarzyszą następujące objawy:
- niedokrwistość
- leukopenia
- trombocytopenia

(występujące pojedynczo lub razem jako triada objawów), przy jednoczesnym wyrównawczym przeroście odpowiednich układów w szpiku kostnym.
Leczenie hipersplenizmu polega na operacyjnym usunięciu śledziony (splenektomia).